# Maciej Adamkiewicz (koszykarz)
Maciej Adamkiewicz (ur. 12 września 1989) – polski koszykarz, grający na pozycji silnego skrzydłowego i środkowego, reprezentant polski w koszykówce 3x3, obecnie zawodnik Kinga Szczecin.

## Osiągnięcia
Reprezentacja 3x3
- Uczestnik igrzysk europejskich w koszykówce 3×3 (2019 – 4. miejsce)